# Виндаль-Йенсен, Петер
Петер Виндаль-Йенсен (дат. Peter Vindahl Jensen; родился 16 февраля 1998 года, Хельсингёр, Дания) — датский футболист, вратарь пражской «Спарты».

## Клубная карьера
Йенсен — воспитанник клубов «Люнгбю» и «Норшелланн». 30 марта 2019 года в матче против «Мидтьюлланн» он дебютировал в датской Суперлиге в составе последнего. 16 августа 2021 года перешёл в нидерландский АЗ, подписав с клубом четырёхлетний контракт. В матче против ПСВ он дебютировал в Эредивизи.
В январе 2023 года до конца сезона перешёл на правах аренды в «Нюрнберг».
25 июля 2023 года был арендован пражской «Спартой» с последующим правом выкупа. 5 августа дебютировал в чемпионате Чехии в домашнем матче с «Пардубице». 8 августа в матче с датским «Копенгагеном» провёл первую игру в Лиге чемпионов УЕФА. 8 марта 2024 года «Спарта» объявила о выкупе Петера у АЗ. В дебютном сезоне сыграл в чемпионате 33 матча, простив 30 мячей, и помог команде выиграть титул чемпионов Чехии.

## Международная карьера
В 2021 году Йенсен в составе молодёжной сборной Дании принял участие в молодёжном чемпионате Европы в Венгрии и Словении. На турнире он был запасным и на поле не вышел.

## Достижения
«Спарта»
- Чемпион Чехии: 2023/24